# Harrison (Tennessee)
Harrison statisztikai település az USA Tennessee államában, Hamilton megyében. Lakosainak száma 7902 fő (2020. április 1.).

## Népesség
A település népességének változása:

| 2010 | 7 769 |
| 2020 | 7 902 |